# موراي بينيت
موراي بينيت (6 أكتوبر 1956 في أستراليا - )  (بالإنجليزية: Murray Bennett)‏ هو لاعب كريكت أسترالي. شارك مع منتخب أستراليا الوطني للكريكت. أما مع النوادي، فقد لعب مع فريق جنوب ويلز الجديد للكريكت ‏.

## وصلات خارجية
- موراي بينيت على موقع إي آس بي آن كريك إنفو (الإنجليزية)